# Alexei Volosov
Alexei Volosov (15 de febrero de 1953) es un deportista soviético que compitió en judo. Ganó dos medallas en el Campeonato Europeo de Judo en los años 1975 y 1977.

## Palmarés internacional
| Campeonato Europeo | Campeonato Europeo | Campeonato Europeo | Campeonato Europeo |
| Año                | Lugar              | Medalla            | Categoría          |
| ------------------ | ------------------ | ------------------ | ------------------ |
| 1975               | Lyon (Francia)     | Medalla de bronce  | –80 kg             |
| 1977               | Ludwigshafen (RFA) | Medalla de oro     | –86 kg             |